# 308 폴릭소
308 폴릭소(308 Polyxo)는 1891년 3월 31일 마르세유에서 프랑스 천문학자인 알폰스 보렐리에게 발견된 지름 103km인 소행성대의 소행성이다. 태양을 0.04의 낮은 궤도 이심률과 4.65년의 주기를 갖는 2.75 AU에서 공전하고 있다.
308 폴릭소는 희귀한 T형 소행성으로 분류되며 스펙트럼은 타기시호에 떨어진 운석과 어느 정도 유사하다. 2000년과 2004년에 308 폴릭소에서 엄폐 현상이 관측되었다.